# Agrocité
L’Agrocité est une ferme urbaine fondée à Colombes, dans le département francilien des Hauts-de-Seine. Inaugurée en 2011 sur une friche, elle est expulsée par la force en février 2017, et forcée de se relocaliser à Gennevilliers.

## Historique

### Création à Colombes
L'Agrocité s'inscrit dans un projet d’écologie urbaine participative, nommé « R-Urban » (pour « Résilience urbaine »). En 2011, elle s'installe sur une friche, grâce à de nombreux financements (1,3 million d'euros de financement public, dont notamment 600 000 euros de l'Union européenne. L'inauguration a lieu en juin 2013.
Le fondateur, Constantin Petcou, avait déjà fondé en 2001 avec Doina Petrescu l'atelier d'architecture autogérée, promouvant l'autogestion comme remède au délitement des liens sociaux ; une étude des terrains délaissés montrent que les friches urbaines ont une durée de vie moyenne de dix ans. Des premières expérimentations sont lancées au cours des années 2000 dans les 18e et 20e arrondissements de Paris. En 2009, le choix d'une action plus vaste et de la ville de Colombes est fait ; une concertation en mairie et la participation des habitants permet d'identifier une vingtaine de terrains disponibles ; trois sont retenus, avec des vocations complémentaires : Agrocité pour l’agriculture urbaine, Ecohab pour l'habitat coopératif, enfin Recyclab pour le recyclage et l'économie sociale.
Quatre cents personnes environ utilisent régulièrement la ferme, soit pour jardiner, soit pour faire du compost, soit pour acheter des produits, mais aussi pour partager des savoir-faire, partager un repas ou recycler du matériel.

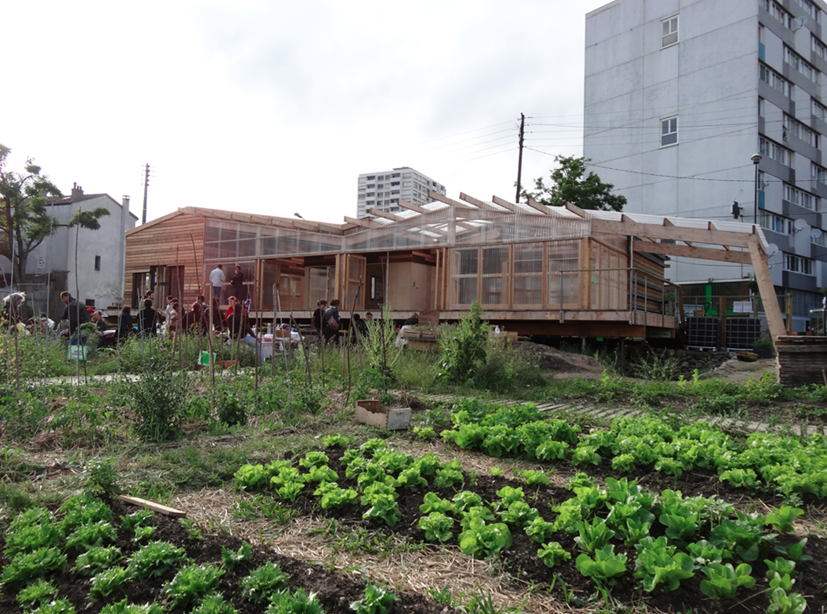
L'Agrocité initiée par AAA / R-Urban à Colombes, photo 2013

### Caractéristiques de la ferme de Colombes
En 2015, la ferme emploie en maraîcher à temps plein ; outre les ressources européennes mentionnées ci-dessus, les collectivités territoriales (département, région) ont également contribué au projet. De son côté, la commune de Colombes s'est engagée sur un financement sur une durée de quatre ans.
La ferme Agrocité mesure 3 000 mètres carrés. La partie bâties consiste en un bâtiment, construit en bois (pour partie recyclé), alimenté par des panneaux solaires et un chauffage au compost. Les terrains, eux, sont divisés entre une aire de maraîchage, une quarantaine de parcelles de jardins partagés, un poulailler, des ruches, une serre, ainsi qu’une zone de compost. Une liste d'attente a été mise en place pour que les familles puissent s'inscrire et obtenir une parcelle ; la liste est assez longue, mais le taux de rotation est assez élevé ; un investissement en temps est demandé aux habitants ayant l'intention de cultiver une parcelle.

### Menace de transformation
Le terrain appartient à la commune de Colombes, à travers un bail annuel renouvelable et gratuit.
En 2015, la nouvelle municipalité de Colombes souhaite utiliser le terrain qui lui appartient pour le transformer en parc de stationnement provisoire le temps d'un chantier de rénovation d'immeubles mitoyens. Le 30 décembre 2015, le tribunal administratif confirme les droits de la mairie de Colombes et demande la disparition de l'Agrocité d'ici mars 2016. Des membres d'Europe Écologie Les Verts, notamment l'ancien adjoint au maire Dominique Frager, dénoncent l'absence d'étude d'autres sites d'accueil du parc de stationnement temporaire.
Certains journalistes estiment que le parallèle entre cette destruction d'un espace partagé d'agriculture urbaine et la tenue à Paris de la Conférence de 2015 sur le climat est particulièrement malvenu,.

### Expulsion
Le 20 février 2017, en application d'une décision du Conseil d'État prise en octobre 2016, le préfet envoie un huissier et une force de police pour expulser l'Agrocité, sans en faire part à cette dernière. Une solution de repli était envisagée depuis plusieurs mois en collaboration avec la mairie de Gennevilliers, mais le déménagement n'était pas prévu avant le mois de mars. Des solutions d'urgence sont trouvées avec la mairie de Gennevilliers.